# Gyula (stad)

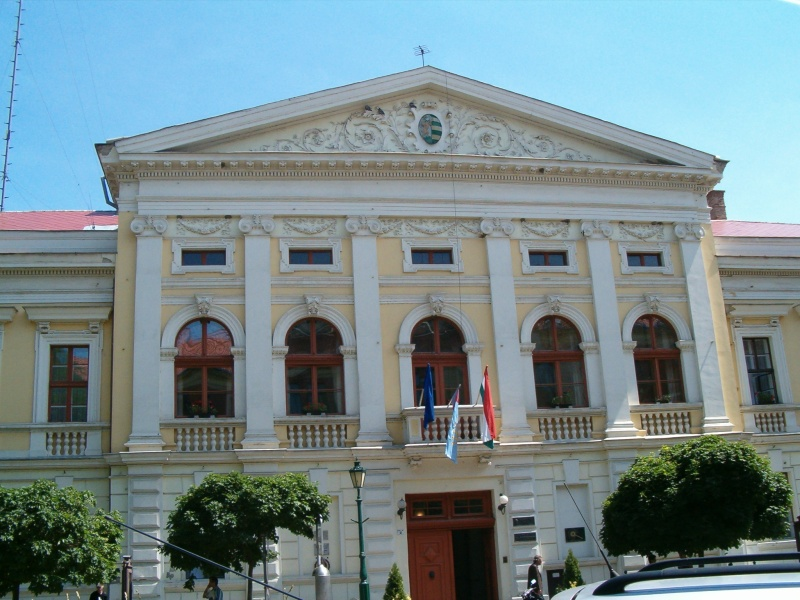
Gemeentehuis Gyula

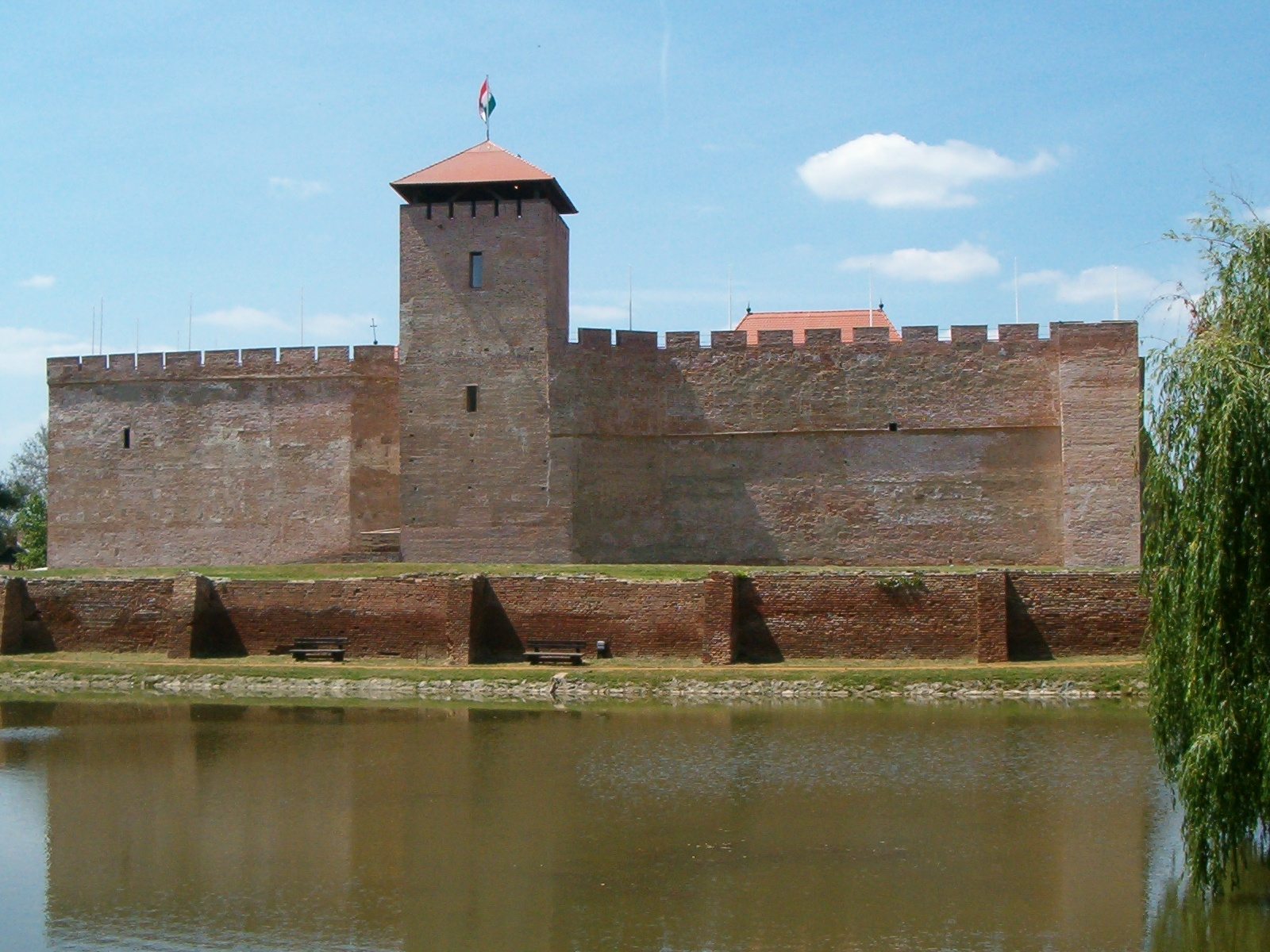
De burcht van Gyula

Het stadje Gyula (Duits: Deutsch-Jula, Roemeens: Jula) ligt in het comitaat Békés, in Zuidoost-Hongarije op 4 km van de Roemeense grens, en 16 km ten oosten van Békéscsaba. Gyula ligt nabij de rivier de Körös die in de Tisza uitmondt nabij Csongrád. Tot 1950 was Gyula de hoofdstad van het comitaat Békés, een rol die daarna werd overgenomen door Békéscsaba.
Tot 1920 gold Gyula als het middelpunt van het toenmalige Hongarije. Door het verdrag van Trianon schoof de grens zover op dat de stad nu aan de Roemeense grens ligt.
Gyula is bekend om haar thermaalbad dat gasten trekt uit geheel Hongarije maar ook veel Duitse bezoekers kent. In de zomer is Gyula een ware toeristenmagneet. Rondom de burcht en het thermaalbad is ook het Almásy kasteel te vinden dat in recente jaren volledig is gerestaureerd en weer te bezoeken is.

## Burcht
De gotische burcht is de enige in de Grote Laagvlakte die geheel bewaard is gebleven. Het robuuste van baksteen opgetrokken gebouw zonder ramen is rechthoekig en heeft een belfort of wachttoren, die de burchtpoort bewaakte. De burcht stamt uit de 15e eeuw. Ondanks het grimmige uiterlijk en de drie meter dikke muren slaagden de Turken, in 1566, erin hem te veroveren. Na 1950 werd de burcht gerestaureerd. De brede kant van de burcht grenst aan een dode zijarm van de rivier de Körös. Aan de lange zijde is een meertje waar geroeid wordt. 
Aan het eind van de tuin van de burcht begint een uitgebreid gebied met baden waarvan de bronnen met alkalihoudend water temperaturen tot 70° Celsius bereiken. In de burcht, in de vroegere kapel, is een museum ingericht met enkele interessante, zeer oude voorwerpen en documenten. Bij de burcht vinden iedere zomer openluchtvoorstellingen plaats, de zogenoemde 'burchtspelen'. Er worden dan middeleeuwse toernooien en nagespeelde zwaardgevechten gehouden, met de klederdracht van toen.

## Stadsbeeld
Het compacte centrum is vanuit het westen te benaderen via de Vértanuk utja die eindigt in een grote rotonde. Nabij de rotonde is als begin van het voetgangersgebied een fraaie fontein te vinden. In de buurt daarvan ligt ook de oude Kapus brug en het stadhuisplein. Op dat plein is de 'wereldklok' te vinden, een van de elementen van de stadsvernieuwing die hier heeft plaatsgevonden. In Gyula staan vele oude huizen en monumenten van de volkskunst bewaard gebleven, waaronder vele woonhuizen, openbare gebouwen, kapellen en kerken op haar lijst staan. Midden in het centrum ligt de beroemde 100-jarige konditorei (Szászéves Cukrázda) en even verderop aan de Jókai Mór straat het 'Ladics huis' dat een inkijkje geeft in een woning van een gegoede burger in de 19e eeuw. Aan het Petöfiplein is de Hongaars Gereformeerde kerk en het klassieke stadhuis van Gyula te vinden. De barokke parochiekerk op het Szabadság tér heeft ook een aardig interieur.

## Duitse invloed
Gyula is door de eeuwen heen een belangrijke vestigingsplaats geweest voor Duitse inwoners. Het noordwestelijke stadsdeel (Németváros, 'Duitse stad') was een vrijwel volledig door Duitstaligen bewoonde nederzetting. Vanaf 1723 komen veel Duitse kolonisten uit het Rijnland naar Gyula, in 1734 stichten ze Deutsch-Gyula (Német-Gyula), het zou 123 jaar lang een zelfstandige stad vormen die zelfbestuur kende van de Duitse gemeenschap. In de plaatselijke school gaf de moeder van Ferenc Erkel les (zie hieronder).

## Huis van Dürers ouders en Ferenc Erkel

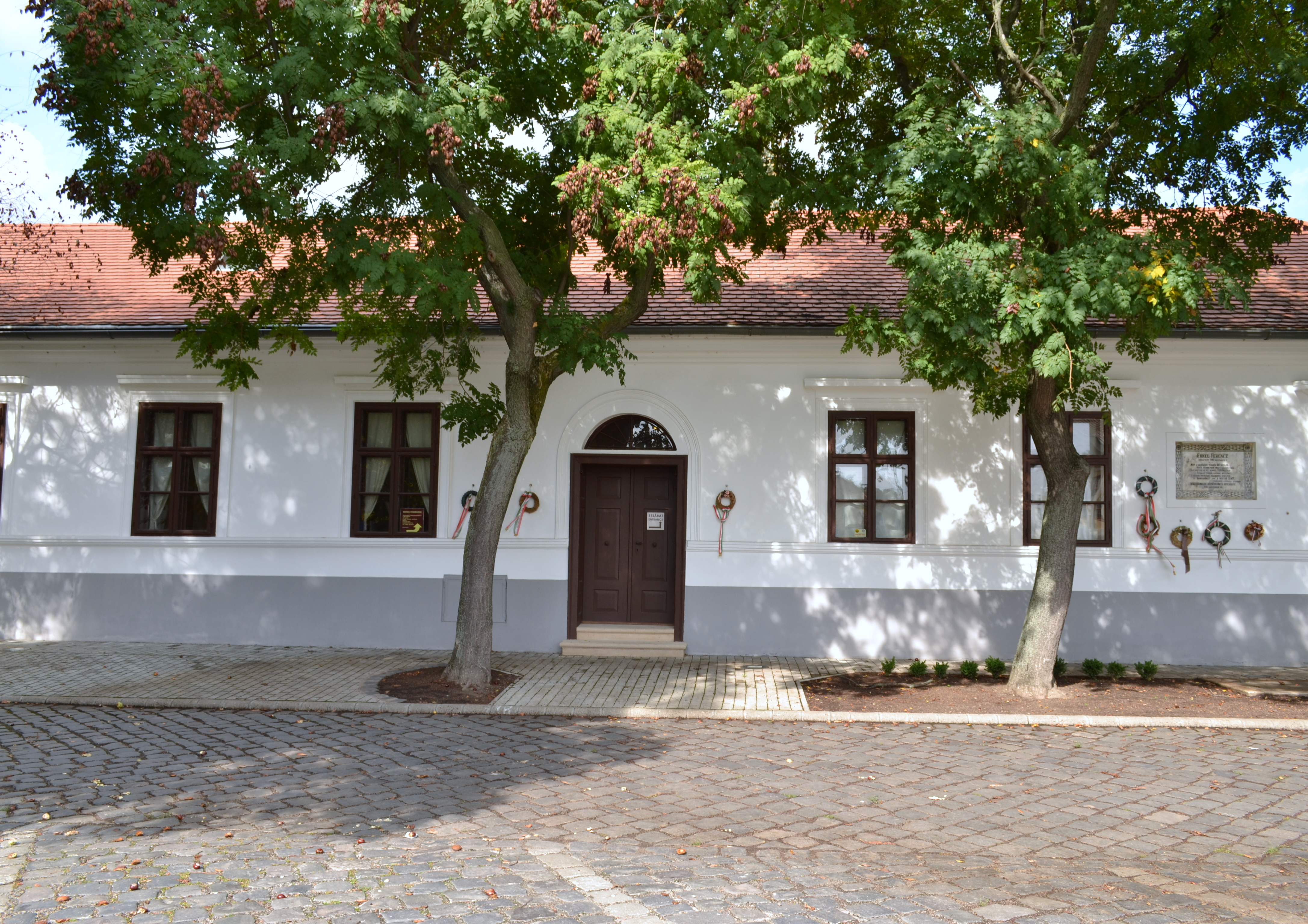
Geboortehuis van Ferenc Erkel

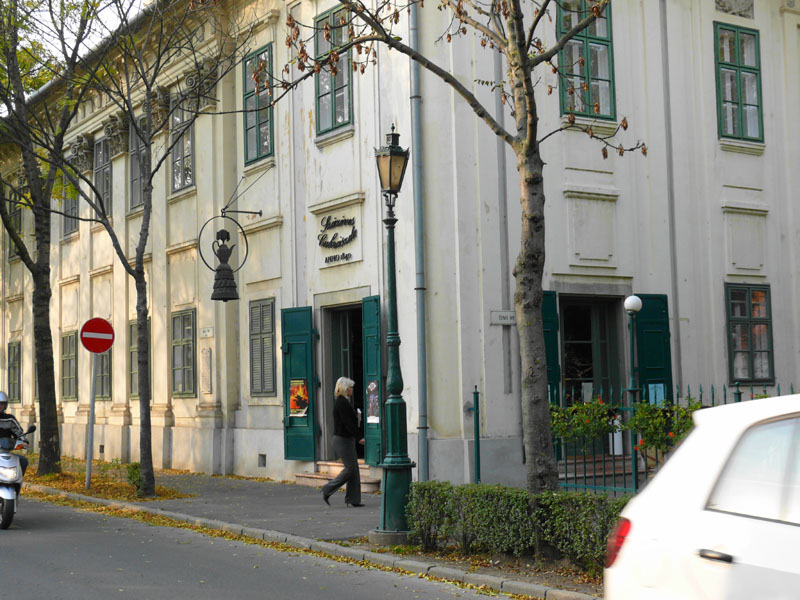
100-jarige konditorei (Szászéves cukrázda)

Aan het Apor Vilmos tér nº7 staat het huis waar in 1810 Ferenc Erkel, die het Hongaarse volkslied componeerde en de Hongaarse Nationale opera stichtte, werd geboren. Op de muur van dit als Erkel-museum ingerichte huis staat op een gedenksteen te lezen, dat op de plek waar nu het huis van Ferenc Erkel staat, in de Middeleeuwen het huis gestaan heeft
waar de ouders van de Duitse schilder Albrecht Dürer woonden. De naam van de familie gaat terug naar Ajtos, toen een dorp, nu een stadsdeel van Gyula ten noorden van het spoorwegstation. Ajtos betekent deurmaker (Türer/Dürer). 

## Roemeense invloed
De Körösrivier komt een kilometer ten noorden van Gyula in Hongarije binnen, waar ze in Roemenië de Crisul Alb noemt. Zij ontspringt in de Apusenen, de Roemeense westelijke Karpaten, tussen de stadjes Brad en Abrud. In Gyula is een Roemeens Gymnasium en een Roemeens Orthodoxe kerk te vinden, de Roemeense gemeenschap van Hongarije ziet Gyula als een van de belangrijkste culturele centra binnen Hongarije.
Gyula ligt nabij de grens met Roemenië, aan de overzijde van de grens ligt het plaatsje Vărșand.

## Bevolkingssamenstelling
De stad Gyula had in 1910 in totaal 27 810 inwoners, hiervan waren er 23 170 Hongaren, 1 586 Duitsers, 377 Slowaken en 2 632 Roemenen. In 2011 was de verdeling als volgt: 31 067 inwoners, 25 895 Hongaren, 971 Duitsers, 83 Slowaken en 974 Roemenen.

## Economie
De stad heeft diverse industriële bedrijven. Een van de bekendste in Hongarije is de Gyulai Húskombinát, de producent van de bekende salamiworst (Gyulai Kolbász).
Verder is er in de stad een helikopterfabriek, in 2021 is gestart met een nieuwe productielocatie aan de zuidzijde van de stad (Airbus helicopters Gyula).

## Verkeersverbindingen
Gyula is over de weg bereikbaar via de Autoweg M44, sinds de verdubbeling van deze weg tussen Kecskemét en Békéscsaba is er een goede aansluiting ontstaan op het Europese snelwegennetwerk. Direct ten zuidoosten van de stad ligt de grensovergang met Roemenië. Per spoor is de stad verbonden met Békéscsaba en de rest van het Hongaarse spoornet, ook is er een lijn naar het Roemeense Salonta (Nagyszalonta).

## Galerij

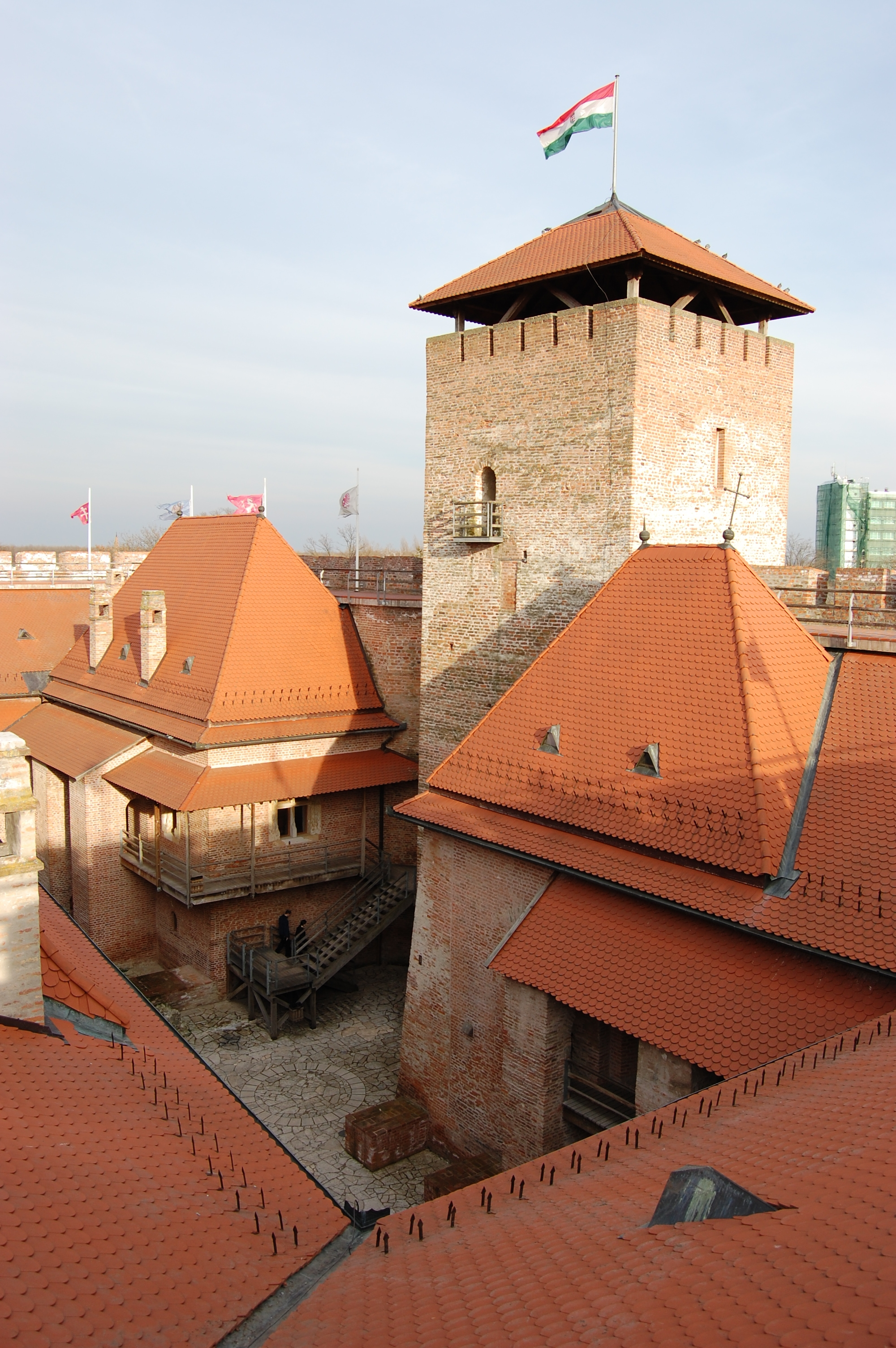
Burcht
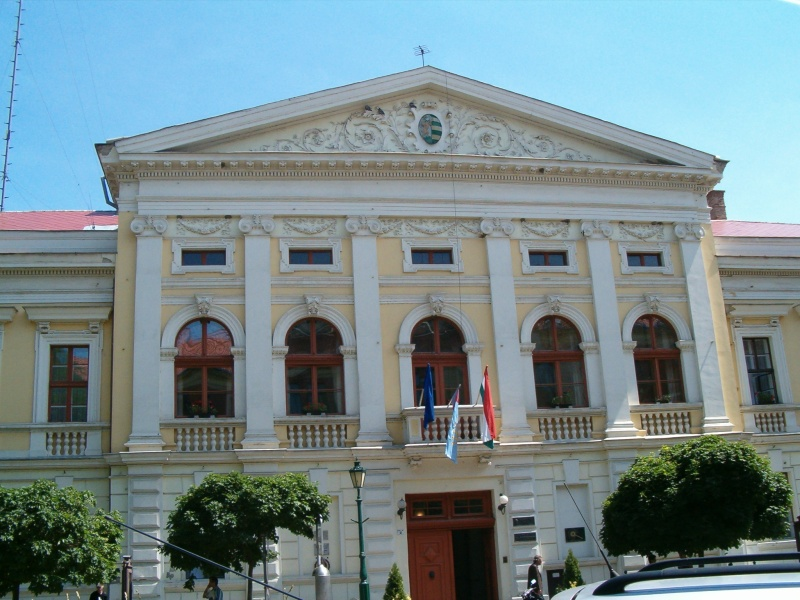
Stadhuis
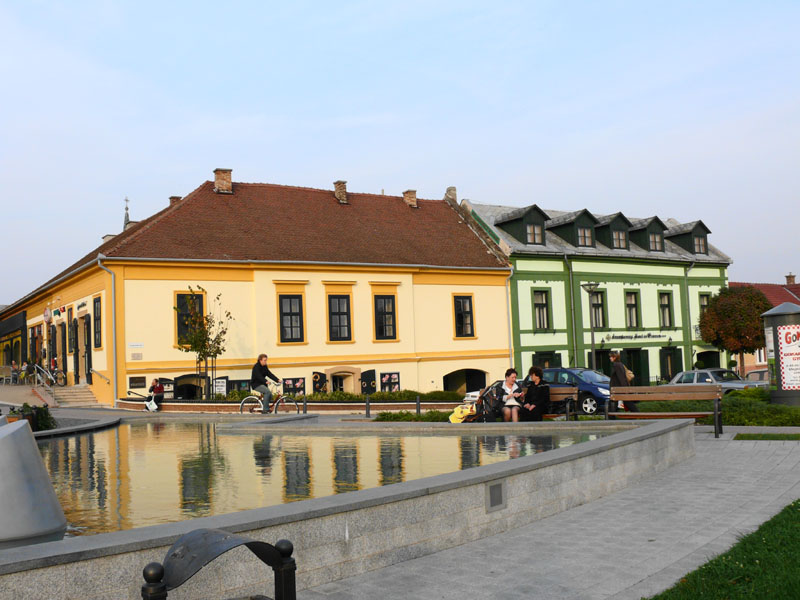
Binnenstad met fontein
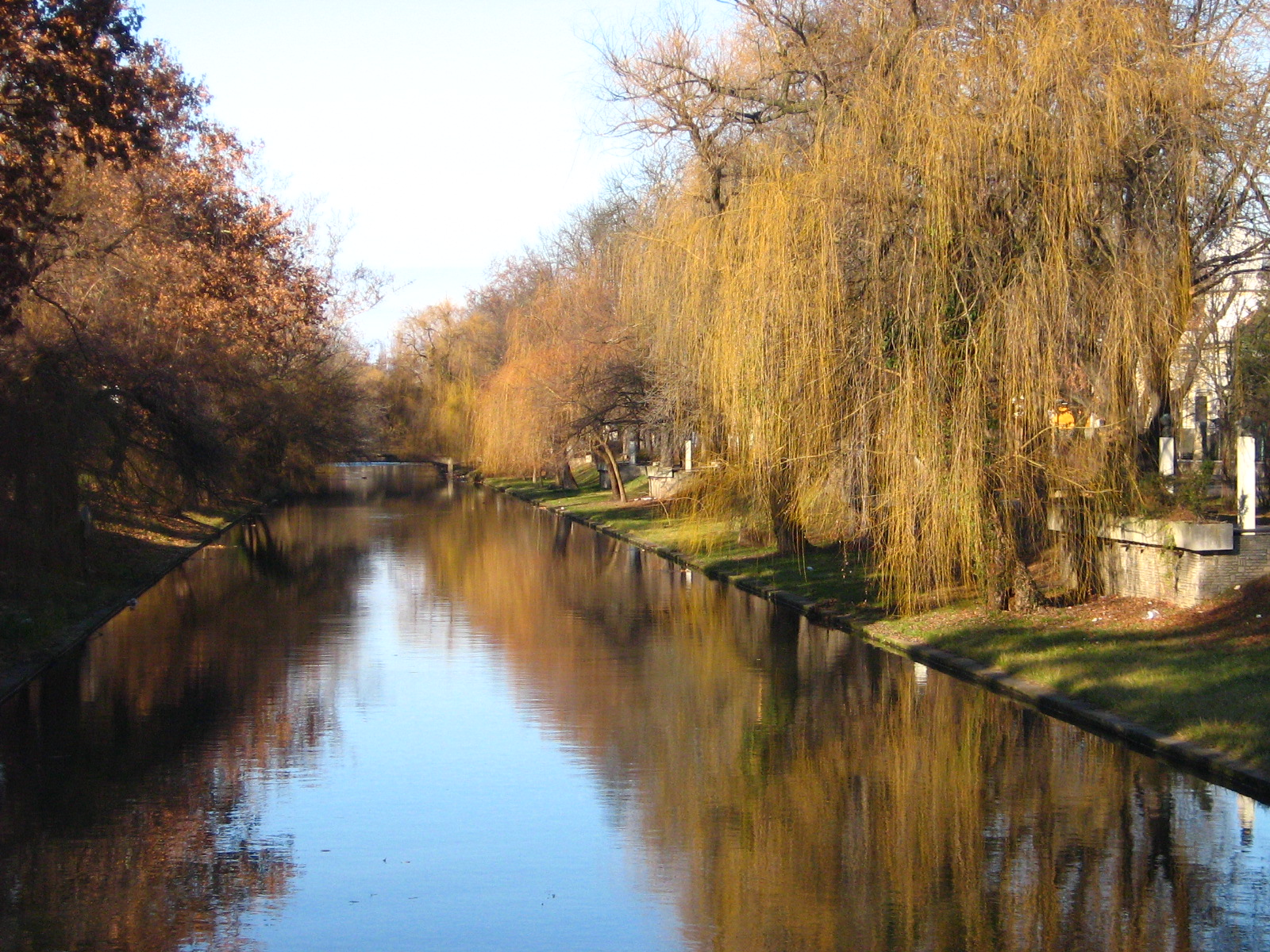
Watergang: Élővíz-csatorna
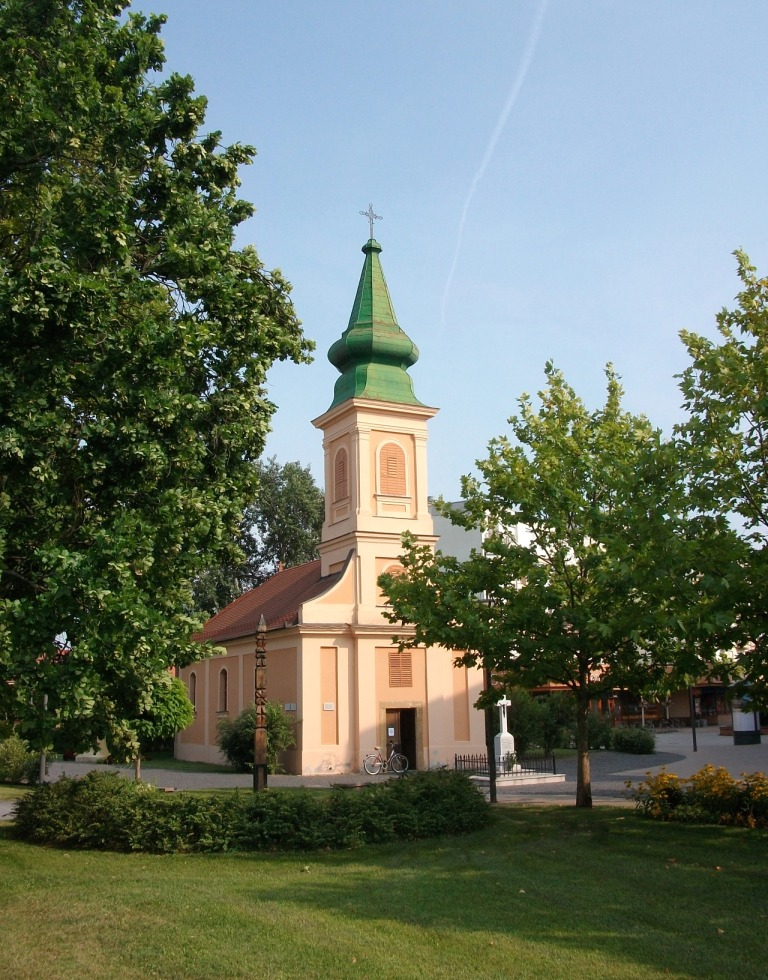
Rooms-katholieke kapel
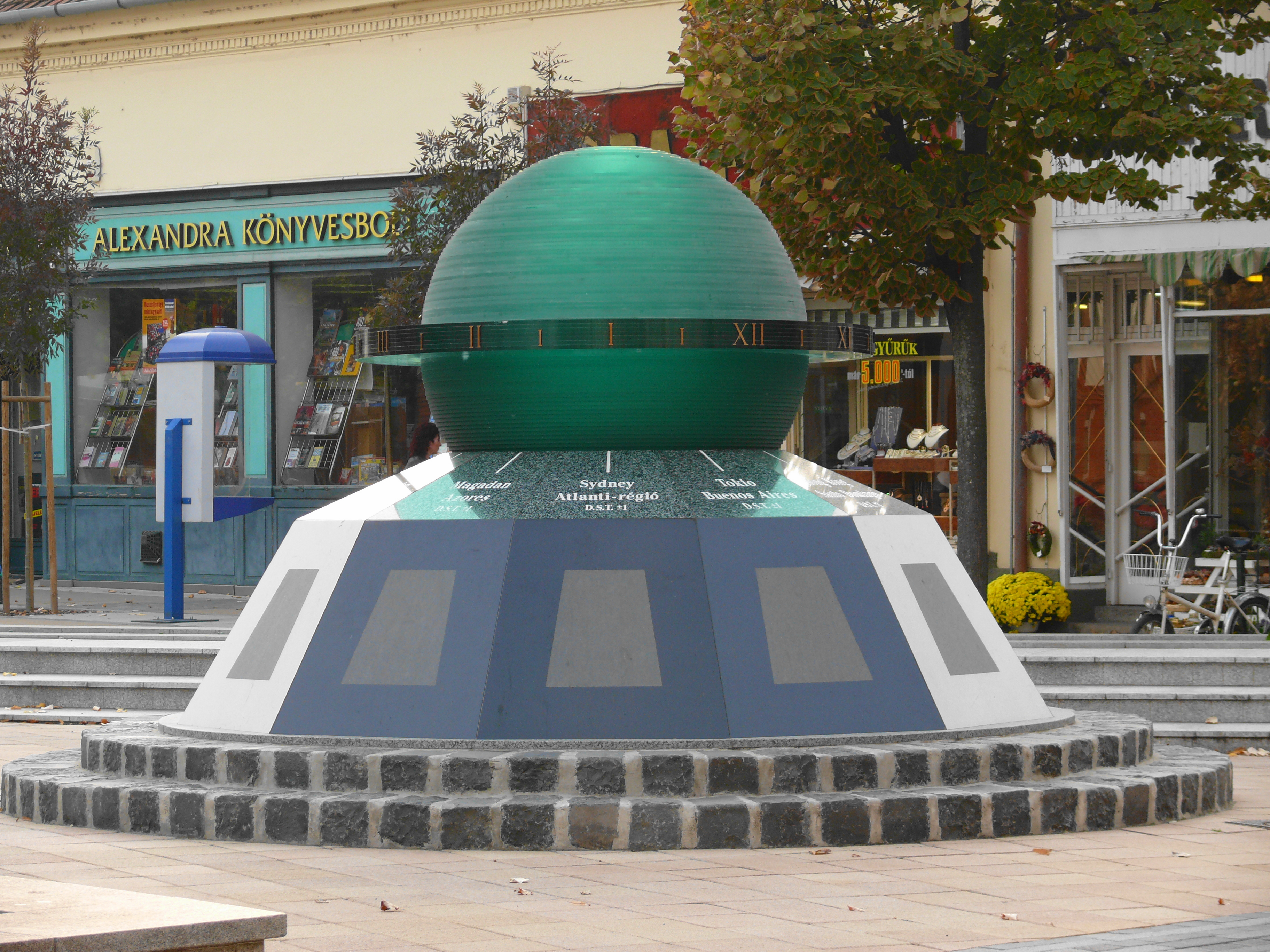
Wereldklok

## Zustersteden
- Budrio, Italië, sinds 1965
- Ditzingen, Duitsland, sinds 1991
- Miercurea-Ciuc, Roemenië, sinds 1993
- Arad, Roemenië, sinds 1994
- Krumpendorf am Wörthersee, Oostenrijk, sinds 1995
- Schenkenfelden, Oostenrijk, sinds 1997
- Droitwich, Verenigd Koninkrijk, sinds 2001

## Geboren
- Bence Csonka (1992), voetbalscheidsrechter